# Бальтазар де Божуайё
Бальтазар де Божуайё (фр. Balthasar de Beaujoyeulx /baltazaʁ də boʒwajø/), урождённый Бальдассаре да Бельджойозо (итал. Baldassare da Belgiojoso /baldasˈsare da bɛld͡ʒoˈjozo/; 1535 или 1500, Пьемонт — 1587[…], Париж) — композитор и хореограф эпохи царствования Екатерины Медичи во Франции. Поставил спектакль «Комедийный балет королевы» (фр. Le Ballet Comique de la Reine) (1581).